# Вероника болотниковидная
Вероника болотниковидная (лат. Veronica callitrichoides) — многолетнее травянистое растение, вид рода Вероника (Veronica) семейства Подорожниковые (Plantaginaceae).

## Распространение и экология
Эндемик Камчатки. Описан с западного берега озера Начикинского.
Произрастает на сырых участках по берегам водоёмов.

## Ботаническое описание
Корневище тонкое, сильно ветвистое. Стебли многочисленные, прямые, высотой 10—12 см, густо облиственные, совсем голые.
Листья ланцетные, длиной 5—10 мм, шириной 2—2,5 мм, острые, у основания суженные в короткий черешок, по краю с заметными лишь под лупой зубчиками, кажущиеся цельнокрайными.
Кисти цветков пазушные, с 1—3 цветками; цветки на нитевидных, тонких, голых цветоножках длиной до 3 мм. Венчик длиной около 1 мм, с тремя одинаковыми, яйцевидно-округлыми долями. Тычинки с укороченными нитями и расходящимися внизу пыльниками; завязь округлая, с ясно заметной выемкой у основания довольно длинного столбика.

## Таксономия
Вид Вероника болотниковидная входит в род Вероника (Veronica) семейства Подорожниковые (Plantaginaceae) порядка Ясноткоцветные (Lamiales).
|  |                                      |  |                                                             |                                                             |                          |  | ещё 21 семейство (согласно Системе APG II) | ещё 21 семейство (согласно Системе APG II) |                              |  |  |  | ещё от 300 до 500 видов |
|  |                                      |  |                                                             |                                                             |                          |  | ещё 21 семейство (согласно Системе APG II) | ещё 21 семейство (согласно Системе APG II) |                              |  |  |  | ещё от 300 до 500 видов |
|  |                                      |  |                                                             | порядок Ясноткоцветные                                      |                          |  |                                            |                                            | род Вероника                 |  |  |  |                         |
|  |                                      |  |                                                             | порядок Ясноткоцветные                                      |                          |  |                                            |                                            | род Вероника                 |  |  |  |                         |
|  | отдел Цветковые, или Покрытосеменные |  |                                                             |                                                             | семейство Подорожниковые |  |                                            |                                            | вид Вероника болотниковидная |  |  |  |                         |
|  | отдел Цветковые, или Покрытосеменные |  |                                                             |                                                             | семейство Подорожниковые |  |                                            |                                            |                              |  |  |  |                         |
|  |                                      |  | ещё 44 порядка цветковых растений (согласно Системе APG II) | ещё 44 порядка цветковых растений (согласно Системе APG II) |                          |  |                                            | ещё 90 родов                               | ещё 90 родов                 |  |  |  |                         |
|  |                                      |  |                                                             | ещё 44 порядка цветковых растений (согласно Системе APG II) |                          |  |                                            |                                            | ещё 90 родов                 |  |  |  |                         |